# Sean Faris
Pour les articles homonymes, voir Faris.
Sean Faris est un acteur, producteur et mannequin américain, né le 25 mars 1982 à Houston au Texas.

## Biographie

### Jeunesse et formations
Sean Faris est né le 25 mars 1982 à Houston au Texas, fils de Katherine et Warren Stephen Faris. Sa famille est ouvrière et vit dans une petite maison à Houston. À douze ans, il emménage avec sa famille à Ohio où il rentre à l’école Barbizon Modeling and Acting School à Cleveland.
En 1999, il participe à International Model and Talent Association. En 2000, il est diplômé à la Padua Franciscan High School et part à Los Angeles pour poursuivre sa carrière d’acteur.

### Carrière
Sean Faris commence au cinéma grâce à un petit rôle dans Pearl Harbor de Michael Bay (2001), aux côtés de Ben Affleck et Josh Hartnett.
En 2004, il est l'un des personnages principaux de la série La Vie comme elle est (Life as We Know It).
En 2005, il figure dans la distribution de Réunion : Destins brisés (Reunion), une série qui s'arrête après seulement neuf épisodes. Même année, il tourne dans Pyjama Party de Joe Nussbaum et Une famille 2 en 1 (Yours, Mine & Ours) de Raja Gosnell.
En 2008, il apparaît dans Toujours plus fort (Forever Strong) de Ryan Little et Never Back Down de Jeff Wadlow.
En 2010, il est Kyo Kusanagi dans King of Fighters de Gordon Chan.

### Vie privée
Le 5 septembre 2017, Sean Faris et l’actrice Cherie Daly annoncent qu’ils viennent de se marier pendant l’année du festival Burning Man.

## Filmographie

### En tant qu’acteur

#### Longs métrages
- 2001 : Pearl Harbor de Michael Bay : l’artilleur de Danny
- 2001 : Brotherhood 2, les initiés (The Brotherhood 2: Young Warlocks) de David DeCoteau : John Van Owen (vidéo)
- 2001 : Twisted (film, 2001) de Greg Petusky et Johnny Wu : Fernando Castillo
- 2004 : Pyjama Party de Joe Nussbaum : Steve Phillips
- 2005 : Une famille 2 en 1 (Yours, Mine & Ours)  de Raja Gosnell : William Beardsley
- 2008 : Never Back Down de Jeff Wadlow : Jake Tyler
- 2008 : Toujours plus fort (Forever Strong) de Ryan Little : Rick Penning
- 2009 : Ghost Machine de Chris Hartwill : Tom
- 2010 : King of Fighters de Gordon Chan : Kyo Kusanagi
- 2011 : Freerunner de Lawrence Silverstein : Ryan
- 2012 : Piégés (Stash House) de Eduardo Rodriguez : David Nash
- 2012 : The Truth in Being Right de ? : Jake
- 2013 : Lost for Words de Stanley J. Orzel : Michael
- 2013 : Pawn de David A. Armstrong : Nick
- 2013 : N.Y.C. Underground de Jessy Terrero : Logan Montgomery (vidéo)
- 2015 : Avouterie de H. M. Coakley : Samuel
- 2016 : Female Fight Squad de Miguel A. Ferrer : Potter
- 2016 : The App de Isak Borg et Dena Hysell-Cornejo : Vic
- 2017 : Surprise Me! de Nancy Goodman : Jeff Bachmann
- 2017 : In the Absence of Good Men de Timothy Woodward Jr. : Jack McGurn
- 2018 : I Am Not for Sale: The Fight to End Human Trafficking de Romane Simon : Michael
- 2019 : The Bay House de Bo Brinkman : Cam Brooks
- 2019 : I Am Not for Sale: The Fight to End Human Trafficking de Romane Simon : Michael
- 2020 : Algorithm: Bliss d'Isak Borg et Dena Hysell-Cornejo : Vic

Prochainement
- Barefoot Warriors de Kavi Raz (postproduction)

#### Courts métrages
- 2008 : Manifest Destiny de Benjamin Eck : Josh
- 2012 : The Truth in Being Right de Benjamin Eck : Josh

#### Téléfilms
- 2002 : House Blend de John Whitesell : Chris Reed
- 2011 : L'Amour à la une (The Lost Valentine) de Darnell Martin : Lucas Thomas
- 2012 : Trois oncles et une fée (Christmas with Holly) de Allan Arkush : Mark Nagle
- 2016 : Meurtre en famille (Sandra Brown's White Hot) de Mark Jean : Beck
- 2017 : Un amour interdit (An Uncommon Grace) de David Mackay : Levi Troyer
- 2017 : #Amour et Déconnexion (The Joneses Unplugged) de Bradford May : Matthew Jones
- 2017 : Mission : Romance de Noël (A Veteran's Christmas) de Mark Jean : Joe Peterson
- 2020 : Infirmière ou ange de la mort ? (Munchausen by Internet) de Michael Feifer : Todd
- 2023 : A Gettysburg Christmas de Bo Brinkman : Nick

#### Séries télévisées
- 2001 : À poil ! (Undressed) : Darren (4 épisodes)
- 2002 : La Guerre des Stevens (Even Stevens) : Scott Brooks  (saison 3, épisode 2 : Where in the World Is Pookie Stevens?)
- 2002 : C'est pas ma faute ! (Maybe It's Me) (saison 1, épisode 22 : The Prom Episode: Part 2)
- 2002 : Smallville : Byron Moore (saison 2, épisode 5 : Nocturne)
- 2003 : Eve : Chip (saison 1, épisode 7 : Player Down)
- 2003 : Les Frères Scott (One Tree Hill) : un élève (saison 1, épisode 8 : The Search for Something More)
- 2004 : Boston Public : Troy Mooney (saison 4, épisode 13 : Chapter Seventy-Nine)
- 2004–2005 : La Vie comme elle est (Life as We Know It) : Dino (13 épisodes)
- 2005-2006 : Réunion : Destins brisés (Reunion) : Craig Brewster (13 épisodes)
- 2010 : Vampire Diaries : Ben McKittrick (3 épisodes)
- 2011 : Leverage : Shelley (saison 4, épisode 14 : The Boys' Night Out Job)
- 2013-2015 : Pretty Little Liars : Gabriel Holbrook (15 épisodes)
- 2014 : Supernatural : Julian Duval, un loup garou (saison 9, épisode 20 : Bloodlines)

#### Jeu vidéo
- 2011 : Need for Speed: The Run : Jack Rourke (voix)

### En tant que producteur

#### Longs métrages
- 2011 : Freerunner de Lawrence Silverstein (producteur délégué)
- 2013 : Lost for Words de Stanley J. Orzel (producteur délégué)
- 2015 : Avouterie de H. M. Coakley (producteur)

#### Courts métrages
- 2008 : Manifest Destiny de Benjamin Eck (producteur associé)
- 2012 : The Truth in Being Right de Benjamin Eck (producteur délégué)

## Voix françaises
| - Donald Reignoux dans - Never Back Down - Forever Strong - The Vampire Diaries (série télévisée) - L'Amour à la une (téléfilm) - Adrien Larmande dans : - Pretty Little Liars (série télévisée) - Mon mariage surprise (téléfilm) - Marc Arnaud dans : - Mission : Romance de Noël (téléfilm) - Infirmière ou Ange de la mort ? (téléfilm) | et aussi - Philippe Allard dans La Vie comme elle est (série télévisée) - Fabrice Trojani dans Réunion : Destins brisés (série télévisée) - Nicolas Djermag dans The King of Fighters - Rémi Caillebot dans Pawn - Tony Marot dans Un amour interdit (téléfilm) |

## Distinctions

### Récompenses
- Cérémonie du Young Hollywood Awards 2007 : « The One to Watch »
- Cérémonie du MTV Movie & TV Awards 2008 : Meilleur combat dans le film Never Back Down (partagé avec Cam Gigandet)

### Nomination
- Cérémonie du Young Artist Awards 2005 : Meilleur acteur dans le long métrage Sleepover[5]